# 오가와 소라
오가와 소라(일본어: 小川 大空, 1999년 10월 18일~)는 일본의 축구 선수이다.

## 구단 경력
그는 2021년 J2리그의 에히메 FC에 입단했다. 2021년후 J3리그에 강등했다. 2023년 J3리그 우승으로 J2리그로 승격했다. 2024년까지 88경기에 출전하여, 5득점을 넣었다. 2025년 사간 도스로 이적했다.